# 諾基亞500
諾基亞500是諾基亞生產的平板式智能手機，2011年8月1日發布。

## 規格
| 類型     | 智能手機                                                                |
| 手機規格 | 平板式                                                                  |
| 尺寸     | 高度：111.3（4.38英寸）；寬度：53.8（2.12英寸）；厚度：14.1（0.56英寸） |
| 重量     | 93.0克（3.28盎司）                                                      |
| 操作系统 | Symbian Anna                                                            |
| 電池     | 1110 mAh                                                                |
| 顯示器   | 3.2英寸（81）                                                           |